# Rodney Hudson
Pour les articles homonymes, voir Hudson.
(en) Statistiques sur pro-football-reference
Rodney Hudson, né le 12 juillet 1989 à Mobile, Alabama, est un joueur américain de football américain. Il joue centre pour les Cardinals de l'Arizona en National Football League (NFL).